# Czerwoniec

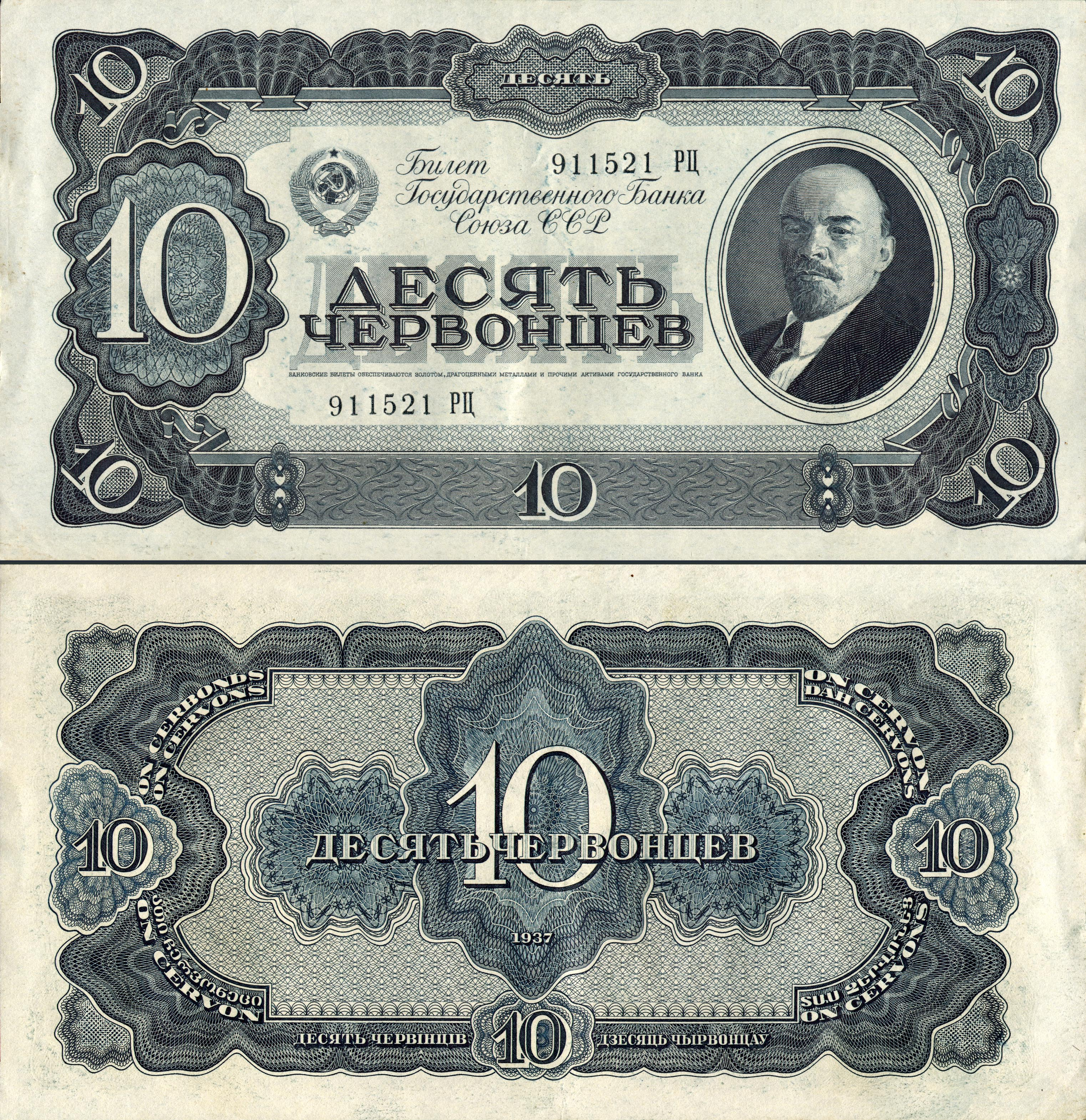
10 czerwońców z 1937 z wizerunkiem Włodzimierza Lenina

Czerwoniec (ros. червонец) – nazwa kategorii monet w Rosji i ZSRR, wywodząca się od polskiego czerwonego złotego. 
Do XVIII wieku nazywano tak w Rosji wszystkie zagraniczne złote monety. Czerwońcami powszechnie nazywano bite od 1712 do 1797 monety złote o wadze zbliżonej do dukata. W 1923 wybito okolicznościowe monety złote o wadze 8,6 g na awersie których pojawiło się słowo "czerwoniec". Była także kolejna emisja takich monet w 1924 roku (z datą "1925"), jednak nie wiadomo, czy znalazły się one w obiegu. Emisję tych monet jako kolekcjonerskich kontynuowano w latach 1975–1982.
Czerwoniec to także nazwa wyższych nominałów waluty będącej w latach 1922–1937 w obiegu w ZSRR.